# ماه سیاه (آلبوم)
«ماه سیاه» (به انگلیسی: Black Moon) آلبومی از امرسون، لیک اند پالمر است.